# Formazioni di Superliga Série A brasiliana di pallavolo maschile 2013-2014
Formazioni delle squadre di pallavolo partecipanti alla stagione 2013-2014 della Superliga Série A.

## BVC
| N° | Nome                   | Ruolo | Data di nascita   | Nazionalità sportiva |
| -- | ---------------------- | ----- | ----------------- | -------------------- |
|    | Alexandre Rivetti      | All.  | -                 | Brasile              |
| 1  | Alan Domingos          | L     | 15 febbraio 1980  | Brasile              |
| 2  | Alexandre Bergamo      | S/O   | 5 marzo 1981      | Brasile              |
| 3  | João Paulo Bravo       | S     | 7 gennaio 1979    | Brasile              |
| 4  | Danyel da Conceição    | L     | 3 marzo 1994      | Brasile              |
| 5  | Paulo Renan Bertassoni | P     | 16 marzo 1985     | Brasile              |
| 6  | Jailton da Silva       | S     | 23 settembre 1993 | Brasile              |
| 7  | Diogo Silva            | S     | 25 maggio 1978    | Brasile              |
| 8  | Gustavo Bonatto        | C     | 2 gennaio 1986    | Brasile              |
| 9  | Rodrigo Leme           | P     | 9 aprile 1980     | Brasile              |
| 10 | Rodrigo Pinto          | S/O   | 20 febbraio 1980  | Brasile              |
| 11 | Vinícius de Siqueira   | C     | 29 settembre 1982 | Brasile              |
| 12 | Rogério Nogueira       | S     | 30 giugno 1988    | Brasile              |
| 13 | André Heller           | C     | 17 dicembre 1975  | Brasile              |
| 14 | Fernando Cieninga      | P     | 3 luglio 1993     | Brasile              |
| 15 | Nícolas Nardi          | C     | 19 marzo 1993     | Brasile              |
| 16 | Igor Nascimento        | C     | 13 novembre 1993  | Brasile              |
| 17 | João Paulo Tavares     | S     | 30 marzo 1983     | Brasile              |
| 18 | Gregore Costa          | S     | 17 aprile 1994    | Brasile              |
| 19 | Guilherme de Souza     | S     | 30 luglio 1994    | Brasile              |
| 20 | Bruno Dianini          | C     | 2 gennaio 1995    | Brasile              |

## APAV
| N° | Nome                | Ruolo | Data di nascita   | Nazionalità sportiva |
| -- | ------------------- | ----- | ----------------- | -------------------- |
|    | Marcelo Ramos       | All.  | -                 | Brasile              |
| 1  | Lucas Graciolli     | L     | 27 settembre 1981 | Brasile              |
| 3  | Rafael de Almeida   | P     | 6 maggio 1976     | Brasile              |
| 5  | Enrico Zappoli      | S     | 12 maggio 1995    | Brasile              |
| 6  | Ángel Dennis        | S/O   | 13 giugno 1977    | Italia               |
| 7  | Murilo Radke        | P     | 31 gennaio 1989   | Brasile              |
| 8  | Alexandre Monteiro  | S     | 28 novembre 1992  | Brasile              |
| 9  | Bruno Araujo        | S     | 11 febbraio 1986  | Brasile              |
| 10 | Rafael Franco       | C     | 25 ottobre 1989   | Brasile              |
| 12 | Giovanni das Chagas | C     | 21 febbraio 1982  | Brasile              |
| 13 | Gustavo Endres      | C     | 23 agosto 1975    | Brasile              |
| 14 | Jefferson Orth      | L     | 13 dicembre 1977  | Brasile              |
| 15 | Roberto Minuzzi     | S     | 17 agosto 1981    | Brasile              |
| 16 | Luciano Bozko       | S     | 24 novembre 1978  | Brasile              |
| 17 | Thiago Rey          | C     | 15 marzo 1982     | Brasile              |
| 18 | Anderson Menezes    | S/O   | 4 giugno 1978     | Brasile              |
| 19 | Pedro da Silva      | P     | 24 settembre 1995 | Brasile              |
| 20 | Luan Weber          | S/O   | 12 febbraio 1991  | Brasile              |

## Funvic
| N° | Nome                     | Ruolo | Data di nascita   | Nazionalità sportiva |
| -- | ------------------------ | ----- | ----------------- | -------------------- |
|    | Cezar Silva              | All.  | -                 | Brasile              |
| 1  | Elvi de los Santos       | S     | 20 luglio 1979    | Brasile              |
| 2  | Bernardo Reitz           | P     | 4 gennaio 1991    | Brasile              |
| 3  | André Lukianetz          | S     | 5 dicembre 1982   | Brasile              |
| 4  | Alexsandro do Nascimento | S/O   | 3 aprile 1989     | Brasile              |
| 5  | Wesley Ribeiro           | S     | 24 aprile 1979    | Brasile              |
| 6  | Juleandro Rocha          | P     | 28 gennaio 1992   | Brasile              |
| 8  | Fábio Paes               | L     | 15 marzo 1985     | Brasile              |
| 9  | Felipe Rosa              | P     | 5 febbraio 1991   | Brasile              |
| 10 | Leandro da Silva         | S/O   | 17 dicembre 1983  | Brasile              |
| 11 | Maicon Costa             | C     | 6 maggio 1992     | Brasile              |
| 12 | Diego dos Santos         | L     | 30 gennaio 1989   | Brasile              |
| 13 | Sergio Felix             | S     | 31 gennaio 1990   | Brasile              |
| 14 | Leandro de Oliveira      | S     | 6 novembre 1986   | Brasile              |
| 15 | Tiago Barth              | C     | 13 giugno 1988    | Brasile              |
| 16 | Pedro Gomes              | P     | 26 maggio 1990    | Brasile              |
| 17 | Daniel McDonnell         | C     | 15 settembre 1988 | Stati Uniti          |
| 18 | Renato de Oliveira       | C     | 26 novembre 1988  | Brasile              |
| 19 | Ashlei Nemer             | S     | 26 novembre 1980  | Brasile              |
| 20 | Rafael de Araújo         | S/O   | 13 giugno 1981    | Brasile              |

## Juiz de Fora
| N° | Nome                 | Ruolo | Data di nascita   | Nazionalità sportiva |
| -- | -------------------- | ----- | ----------------- | -------------------- |
| -  | Maurício Bara        | All.  | -                 | Brasile              |
| 1  | Octacílio Neto       | L     | 14 maggio 1992    | Brasile              |
| 2  | Daivison da Silva    | S     | 30 giugno 1980    | Brasile              |
| 3  | Marcos do Nascimento | C     | 17 aprile 1983    | Brasile              |
| 4  | Victor Pereira       | C     | 2 agosto 1991     | Brasile              |
| 5  | Thales Hoss          | L     | 26 aprile 1989    | Brasile              |
| 6  | Danilo Gelinski      | P     | 13 marzo 1990     | Brasile              |
| 7  | Ricardo Pereira      | S/O   | 26 giugno 1979    | Brasile              |
| 8  | André Aleixo         | S     | 21 dicembre 1990  | Brasile              |
| 9  | Rodrigo Rivoli       | P     | 1º ottobre 1978   | Brasile              |
| 10 | Filipe Cipriani      | C     | 9 settembre 1985  | Brasile              |
| 11 | Rodrigo dos Santos   | C     | 7 maggio 1981     | Brasile              |
| 13 | Lucas Rangel         | C     | 29 ottobre 1990   | Brasile              |
| 14 | José de Oliveira     | C     | 18 novembre 1991  | Brasile              |
| 15 | Daniel Maciel        | S/O   | 19 aprile 1988    | Brasile              |
| 17 | Hugo Hamacher Silva  | S     | 13 aprile 1991    | Brasile              |
| 18 | Vitor Dias           | P     | 12 marzo 1991     | Brasile              |
| 19 | William Reffatti     | S     | 1º maggio 1987    | Brasile              |
| 20 | Diego de Almeida     | C     | 23 settembre 1986 | Brasile              |

## VBCE
| N° | Nome                 | Ruolo | Data di nascita   | Nazionalità sportiva |
| -- | -------------------- | ----- | ----------------- | -------------------- |
|    | Douglas Chiarotti    | All.  | 10 novembre 1970  | Brasile              |
|    | Horácio Dileo        | All.  | 30 marzo 1963     | Argentina            |
| 1  | Cléber de Oliveira   | S     | 16 dicembre 1978  | Brasile              |
| 3  | Dustin Watten        | L     | 7 ottobre 1986    | Stati Uniti          |
| 4  | Rogério de Carvalho  | L     | 20 febbraio 1995  | Brasile              |
| 6  | Fabrício Dias        | S/O   | 12 gennaio 1979   | Brasile              |
| 7  | Thiago Gelinski      | P     | 24 giugno 1987    | Brasile              |
| 8  | Najari Carvalho      | S/O   | 24 febbraio 1989  | Brasile              |
| 9  | Rodrigo Quiroga      | S     | 23 marzo 1987     | Argentina            |
| 10 | Renato Felizardo     | C     | 4 luglio 1978     | Brasile              |
| 11 | Marcos Acácio        | C     | 3 aprile 1978     | Brasile              |
| 13 | Renan da Purificação | S     | 7 novembre 1991   | Brasile              |
| 14 | Rafael Martins       | C     | 10 febbraio 1991  | Brasile              |
| 15 | Orestes Carvalho     | C     | 21 settembre 1981 | Brasile              |
| 16 | Aldren Brand         | S     | 16 luglio 1991    | Brasile              |
| 17 | Ricardo Garcia       | P     | 19 novembre 1975  | Brasile              |
| 18 | Renato Santos        | S     | 5 gennaio 1993    | Brasile              |

## Minas
| N° | Nome                 | Ruolo | Data di nascita  | Nazionalità sportiva |
| -- | -------------------- | ----- | ---------------- | -------------------- |
|    | Horácio Dileo        | All.  | 30 marzo 1963    | Argentina            |
|    | Ricardo Picinin      | All.  | -                | Brasile              |
| 1  | Raphael de Oliveira  | S     | 8 marzo 1984     | Brasile              |
| 2  | Marcelo Elgarten     | P     | 9 novembre 1974  | Brasile              |
| 3  | Novica Bjelica       | C     | 9 febbraio 1983  | Serbia               |
| 4  | Leonardo de Miranda  | S     | 10 marzo 1982    | Brasile              |
| 5  | Maurício Silva       | S     | 4 febbraio 1989  | Brasile              |
| 6  | Felipe Hernandez     | P     | 25 gennaio 1994  | Brasile              |
| 7  | Lucas Lóh            | S     | 18 gennaio 1991  | Brasile              |
| 8  | Silmar de Almeida    | S     | 6 ottobre 1986   | Brasile              |
| 9  | João Rafael Ferreira | S     | 17 marzo 1993    | Brasile              |
| 10 | Flávio Gualberto     | C     | 22 aprile 1993   | Brasile              |
| 11 | Lucas Madaloz        | S/O   | 21 dicembre 1995 | Brasile              |
| 12 | Victor Despíndola    | L     | 27 aprile 1990   | Brasile              |
| 13 | Samuel Fuchs         | S     | 4 marzo 1984     | Brasile              |
| 14 | Otávio Pinto         | C     | 27 febbraio 1991 | Brasile              |
| 15 | Henrique Randow      | C     | 5 aprile 1978    | Brasile              |
| 16 | Evandro Batista      | P     | 22 agosto 1981   | Brasile              |
| 18 | Filip Rejlek         | S/O   | 2 maggio 1981    | Rep. Ceca            |
| 19 | Franco Paese         | S/O   | 1º marzo 1990    | Brasile              |
| 20 | Lucas de Deus        | L     | 26 gennaio 1987  | Brasile              |

## Montecristo
| N° | Nome                   | Ruolo | Data di nascita  | Nazionalità sportiva |
| -- | ---------------------- | ----- | ---------------- | -------------------- |
|    | Paulo Henrique Martins | All.  | -                | Brasile              |
| 1  | Fabiano Geronymo       | P     | 11 giugno 1986   | Brasile              |
| 2  | Renato Cruvinel        | P     | 16 novembre 1990 | Brasile              |
| 3  | Hitalo Machado         | P     | 22 agosto 1992   | Brasile              |
| 4  | Hugo da Silva          | S     | 4 luglio 1990    | Brasile              |
| 5  | Victor Peres           | S     | 23 aprile 1988   | Brasile              |
| 6  | Túlio Nogueira         | S     | 24 maggio 1986   | Brasile              |
| 7  | Everaldo da Silva      | P     | 28 maggio 1985   | Brasile              |
| 8  | Vivalde da Silva       | S/O   | 18 novembre 1990 | Brasile              |
| 9  | Wanderson Campos       | S/O   | 7 febbraio 1988  | Brasile              |
| 10 | Tiago Brendle          | L     | 21 ottobre 1985  | Brasile              |
| 11 | Robinson Dvoraren      | S     | 23 dicembre 1983 | Brasile              |
| 12 | Danilo dos Santos      | S     | 5 gennaio 1984   | Brasile              |
| 13 | Legran Machado         | C     | 4 agosto 1987    | Brasile              |
| 14 | Alberto Mendes         | C     | 6 giugno 1981    | Brasile              |
| 15 | Petrus da Silva        | C     | 5 maggio 1987    | Brasile              |
| 16 | Athos Costa            | C     | 29 novembre 1988 | Brasile              |
| 17 | Lucas de Lima          | C     | 18 agosto 1989   | Brasile              |
| 18 | Gian de Moraes         | L     | 30 novembre 1988 | Brasile              |
| 19 | Edson Cerqueira        | S/O   | 30 luglio 1980   | Brasile              |
| 20 | Cristiano Ferreira     | S/O   | 11 gennaio 1984  | Brasile              |

## RJ
| N° | Nome                | Ruolo | Data di nascita   | Nazionalità sportiva |
| -- | ------------------- | ----- | ----------------- | -------------------- |
| -  | Marcelo Fronckowiak | All   | -                 | Brasile              |
| 1  | Bruno de Rezende    | P     | 2 luglio 1986     | Brasile              |
| 2  | Robson de Fazio     | S/O   | 25 aprile 1979    | Brasile              |
| 3  | Alexsandro Vicente  | P     | 10 marzo 1990     | Brasile              |
| 4  | Thiago Sens         | S     | 2 luglio 1985     | Brasile              |
| 5  | Silvio dos Santos   | C     | 24 luglio 1983    | Brasile              |
| 7  | Thiago Alves        | S     | 26 luglio 1986    | Brasile              |
| 8  | Rodrigo Leão        | S/O   | 5 giugno 1996     | Brasile              |
| 9  | Leandro Vissotto    | S/O   | 30 aprile 1983    | Brasile              |
| 10 | Vinicius dos Santos | S     | 10 maggio 1986    | Brasile              |
| 12 | Guilherme Santos    | P     | 18 aprile 1981    | Brasile              |
| 14 | Ualas Martins       | C     | 18 giugno 1979    | Brasile              |
| 15 | Riad Ribeiro        | C     | 12 ottobre 1981   | Brasile              |
| 17 | Maurício de Souza   | C     | 29 settembre 1988 | Brasile              |
| 18 | Rodrigo Santana     | C     | 17 aprile 1979    | Brasile              |
| 19 | Mário Pedreira      | L     | 3 maggio 1982     | Brasile              |

## Sada
| N° | Nome              | Ruolo | Data di nascita   | Nazionalità sportiva |
| -- | ----------------- | ----- | ----------------- | -------------------- |
|    | Marcelo Mendez    | All.  | -                 | Argentina            |
| 1  | Alan de Souza     | O     | 21 marzo 1994     | Brasile              |
| 2  | Raphael Margarido | P     | 28 aprile 1983    | Brasile              |
| 3  | Éder Kock         | C     | 4 luglio 1993     | Brasile              |
| 4  | Douglas Cordeiro  | C     | 15 gennaio 1979   | Brasile              |
| 5  | Paulo da Silva    | S     | 12 maggio 1986    | Brasile              |
| 6  | Lucas Salim       | P     | 17 settembre 1994 | Brasile              |
| 7  | William Arjona    | P     | 31 luglio 1979    | Brasile              |
| 8  | Wallace de Souza  | S/O   | 26 giugno 1987    | Brasile              |
| 9  | Yoandy Leal       | S     | 31 agosto 1988    | Cuba                 |
| 10 | Guilherme Kachel  | L     | 20 maggio 1991    | Brasile              |
| 11 | Fernando Kreling  | P     | 13 gennaio 1996   | Brasile              |
| 12 | Isac Santos       | C     | 13 dicembre 1990  | Brasile              |
| 13 | Pedro Santos      | C     | 25 febbraio 1994  | Brasile              |
| 14 | Luis Díaz         | S     | 20 agosto 1983    | Venezuela            |
| 15 | Jonatas Cardoso   | S     | 20 maggio 1993    | Brasile              |
| 16 | Éder Carbonera    | C     | 19 ottobre 1983   | Brasile              |
| 17 | Sérgio Nogueira   | L     | 25 agosto 1978    | Brasile              |
| 18 | Filipe Ferraz     | S     | 1º marzo 1980     | Brasile              |
| 19 | Edy Petry         | S     | 12 gennaio 1993   | Brasile              |
| 20 | Carlos Silva      | S     | 8 agosto 1994     | Brasile              |

## São Bernardo
| N° | Nome               | Ruolo | Data di nascita  | Nazionalità sportiva |
| -- | ------------------ | ----- | ---------------- | -------------------- |
|    | Cezar Douglas      | All.  | -                | Brasile              |
| 1  | Rodrigo Rodrigues  | P     | 13 febbraio 1986 | Brasile              |
| 3  | Leonardo Alves     | S/O   | 2 febbraio 1984  | Brasile              |
| 5  | Vinicius Alves     | C     | 9 febbraio 1993  | Brasile              |
| 6  | Fernando Cieninga  | P     | 3 luglio 1993    | Brasile              |
| 7  | Ricardo do Rêgo    | S     | 9 gennaio 1991   | Brasile              |
| 9  | Matheus da Cunha   | C     | 1º dicembre 1991 | Brasile              |
| 10 | Luiz Sene          | C     | 11 marzo 1986    | Brasile              |
| 11 | Felipe da Silva    | L     | 28 agosto 1990   | Brasile              |
| 12 | Douglas de Souza   | S     | 20 agosto 1995   | Brasile              |
| 13 | Ygor Duarte        | S     | 16 gennaio 1989  | Brasile              |
| 14 | Joel Monteiro      | S/O   | 24 aprile 1974   | Brasile              |
| 15 | Pedro Azenha       | S/O   | 25 marzo 1981    | Brasile              |
| 16 | Felipe Grah        | C     | 22 gennaio 1990  | Brasile              |
| 17 | Michael dos Santos | C     | 20 aprile 1983   | Brasile              |
| 18 | Bruno Alves        | P     | 18 maggio 1989   | Brasile              |

## Sesi
| N° | Nome               | Ruolo | Data di nascita   | Nazionalità sportiva |
| -- | ------------------ | ----- | ----------------- | -------------------- |
|    | Marcos Pacheco     | All.  | -                 | Brasile              |
| 1  | Renan Buiatti      | S/O   | 10 gennaio 1990   | Brasile              |
| 2  | Leandro dos Santos | C     | 12 giugno 1993    | Brasile              |
| 3  | Alisson Melo       | S     | 13 marzo 1993     | Brasile              |
| 4  | Bernardo Roese     | P     | 14 aprile 1994    | Brasile              |
| 5  | Sandro de Carvalho | P     | 4 febbraio 1981   | Brasile              |
| 6  | Thiago Veloso      | P     | 28 maggio 1987    | Brasile              |
| 7  | Evandro Guerra     | S/O   | 27 dicembre 1981  | Brasile              |
| 8  | Murilo Endres      | S     | 3 maggio 1981     | Brasile              |
| 9  | Sidnei dos Santos  | C     | 9 luglio 1982     | Brasile              |
| 10 | Sérgio dos Santos  | L     | 15 ottobre 1975   | Brasile              |
| 11 | Ary da Nóbrega     | S     | 10 luglio 1991    | Brasile              |
| 12 | Tiago Wesz         | S     | 12 settembre 1989 | Brasile              |
| 13 | Manius Abbadi      | S     | 13 aprile 1976    | Brasile              |
| 14 | Rogério Fernandes  | C     | 1º agosto 1984    | Brasile              |
| 15 | Luciano Minossi    | L     | 7 novembre 1976   | Brasile              |
| 16 | Lucas Saatkamp     | C     | 6 marzo 1986      | Brasile              |
| 17 | Henrique Batagim   | S     | 1º agosto 1993    | Brasile              |
| 18 | Ricardo Lucarelli  | S     | 14 febbraio 1992  | Brasile              |
| 19 | Tarcísio Guinter   | C     | 25 maggio 1993    | Brasile              |
| 20 | Fabio Rodrigues    | S     | 26 luglio 1995    | Brasile              |

## Volta Redonda
| N° | Nome                    | Ruolo | Data di nascita   | Nazionalità sportiva |
| -- | ----------------------- | ----- | ----------------- | -------------------- |
|    | Alessandro Fadul        | All.  | -                 | Brasile              |
|    | Fabrício Amaral         | All.  | -                 | Brasile              |
| 1  | Matheus de Oliveira     | L     | 5 maggio 1994     | Brasile              |
| 3  | Jônatas do Nascimento   | S/O   | 29 aprile 1985    | Brasile              |
| 4  | Benedito Canuto         | S     | 2 maggio 1990     | Brasile              |
| 5  | Mauricioda Cunha        | P     | 15 agosto 1984    | Brasile              |
| 6  | Cristóvão da Silva      | P     | 5 dicembre 1983   | Brasile              |
| 7  | Renato de Souza         | S     | 16 aprile 1983    | Brasile              |
| 8  | Daniel Rossi            | L     | 27 settembre 1990 | Brasile              |
| 9  | Leonardo Pinheiro       | S/O   | 9 febbraio 1986   | Brasile              |
| 10 | Ricardo Faccin          | S/O   | 30 marzo 1981     | Brasile              |
| 11 | Carlos Fidele           | P     | 14 gennaio 1987   | Brasile              |
| 13 | German Cueva            | S     | 7 aprile 1988     | Brasile              |
| 14 | João Ricardo de Freitas | S     | 1º ottobre 1984   | Brasile              |
| 15 | Rodrigo de Moraes       | C     | 23 luglio 1986    | Brasile              |
| 17 | Bruno de Jesus          | C     | 4 aprile 1988     | Brasile              |
| 19 | Ialisson de Amorin      | C     | 6 maggio 1986     | Brasile              |